# Scaphoideus bipedis
Scaphoideus bipedis är en insektsart som beskrevs av Cai och He. Scaphoideus bipedis ingår i släktet Scaphoideus och familjen dvärgstritar. Inga underarter finns listade i Catalogue of Life.